# Nerobergbahn
Nerobergbahn er en kabelbane i Wiesbaden, Tyskland. Linjen forbinder Nerotal med Neroberg.

## Tekniske data
| Afgår hvert                         | 15 min                    |
| Sporvidde                           | 1000 mm                   |
| Banens længde                       | 438 m                     |
| Højdeforskel fra nederst til øverst | 83 m                      |
| Gennemsnitlig hældningsgrad         | 19 %                      |
| Kapacitet                           | 40 personer pr. vogn      |
| Hastighed                           | Max 2,02 m/s (= 7,3 km/h) |
| Rejsetid pr. tur                    | 420 sekunder              |